# Segretaria di edizione
La segretaria di edizione è una figura professionale che si occupa di registrare attentamente ogni attività giornaliera relativa alle riprese del film (nel bollettino di edizione), con particolare attenzione alle sequenze sul ciak, ai commenti del regista sulla singola ripresa (es. "buona" o "audio non buono") che saranno poi utili nelle fasi di montaggio.
Si occupa della continuità narrativa (sceneggiatura ed eventuali modifiche) e fotografica (correttezza delle inquadrature necessarie per montare ogni scena) del film, supervisionando anche la continuità dei costumi, degli oggetti di scena, del trucco (ad es. una pochette sulla giacca di un attore che nell'inquadratura successiva scompare; o un vaso su un tavolino che nell'inquadratura successiva cambia improvvisamente posizione) per evitare errori in fase di montaggio.
Utilizza a tal fine una macchina fotografica sul set (un tempo una polaroid, oggi digitale).
Il lavoro che la segretaria di edizione compie durante le riprese è quindi destinato al montaggio ed è per questo scopo che redige il foglio di montaggio.
Inoltre, si occupa di redigere il diario di lavorazione in cui sono annotati i tempi di lavorazione (convocazione troupe, orario di inizio e fine realizzazione scena, ecc.)
È un ruolo tradizionalmente femminile anche se si registrano le debite eccezioni (come nel caso di Renato Moretti).